# Collegiate
Pour plus de détails, voir Fiche technique et Distribution.
Collegiate est un film américain en noir et blanc réalisé par Ralph Murphy, sorti en 1936.

## Synopsis
Un adulte irresponsable, Jerry Craig, se retrouve du jour au lendemain à la tête d’une école, qui sous sa houlette se transforme en endroit agréable. l'établissement connaît peu à peu un énorme succès malgré les difficultés que rencontre Jerry avec sa fiancée Eunice et sa secrétaire Juliet.

## Fiche technique
- Titre : Collegiate
- Réalisation : Ralph Murphy
- Scénario : Alice Duer Miller, Walter DeLeon et Francis Martin
- Photographie : William C. Mellor
- Producteur : Louis D. Lighton
- Société de production : Paramount Pictures
- Pays de production : États-Unis
- Format : noir et blanc - 1,37:1 - Mono
- Genre : musical
- Durée : 80 min
  - États-Unis : 22 janvier 1936
  - France : 21 février 1936

## Distribution
- Joe Penner : Joe
- Jack Oakie : Jerry Craig
- Ned Sparks : 'Scoop' Oakland
- Frances Langford : Mlle Hay
- Betty Grable : Dorothy
- Lynne Overman : Sour-Puss
- Harry Revel : lui-même
- Julius Tannen : le détective Browning
- Nora Cecil : Mlle Curtiss
- Henry Kolker : M. MacGregor
- Albert Conti : le maître d'hôtel
- Bob Crosby : Chorus Boy
- Marjorie Reynolds : Chorus Girl
- David Sharpe